# 도나 펠드먼

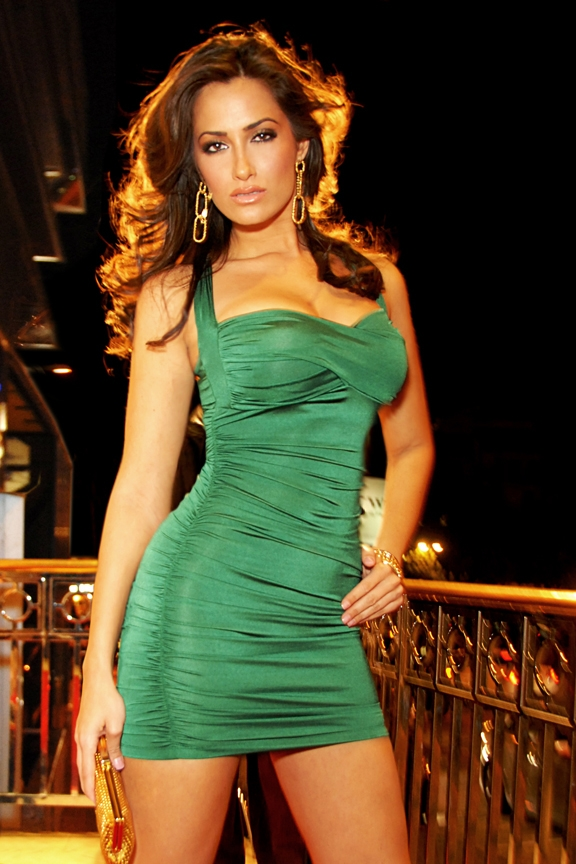

도나 펠드먼(Donna Feldman, 1982년 4월 28일 ~ )은 미국의 배우, 모델이다.
칼라바사스에서 태어났다.

## 출연 작품

### 영화
- 조한 (2008)

### 텔레비전
- 딜 오어 노 딜 (2005-06)
- 패션 하우스 (2006, Fashion House)